# Степанов, Юрий Григорьевич
Юрий Григорьевич Степанов (род. 1971, Тюмень, Тюменская область, РСФСР, СССР) — российский серийный убийца, совершивший серию из 7 убийств в период с 2003 по 2008 год на территории Тюменской области. Все жертвы Степанова являлись бездомными, представители которых подвержены большой виктимности. В 2009 году был приговорён к пожизненному лишению свободы.

## Биография

### Жизнь до убийств
Юрий Григорьевич Степанов родился в Тюмени в 1971 году. О его ранних годах известно мало. В конце 1980-х годов во время расцвета кооперативного движения Степанов начал криминальную деятельность на территории Тюмени и зарабатывал на жизнь имущественными преступлениями. В 1998 году был осуждён за совершении квартирной кражи и приговорён к 5 годам лишения свободы. В 1999 году, находясь в местах заключения, был признан виновным в убийстве при превышении пределов необходимой обороны, и его первоначальный приговор был увеличен на один год. 29 июля 2002 года освободился условно-досрочно. После выхода на свободу Степанов стал вести бродяжнический образ жизни. Поначалу он обосновался в Краснодарском крае, где жил до мая 2003 года, однако впоследствии вернулся обратно в Тюмень. В лесном массиве в районе посёлка Войновка (Ленинский район) Степанов вырыл землянку, где прожил последующие несколько лет, пока не переселился в избушку неподалёку от теплоэлектростанции-2. В этот период времени он начал увлекаться алкогольными напитками и приобрёл алкогольную зависимость. На жизнь Степанов зарабатывал сдачей цветного металла в приёмный пункт, а также занимался собирательством ягод и грибов.

### Убийства
В период с 15 августа 2003 по 1 июня 2008 года Юрий Степанов совершил не менее семи убийств в Тюмени. Все преступления были совершены им по одной и той же схеме. Жертвами становились бездомные, подверженные большой виктимности, в обществе которых Степанов проводил много времени. Он приглашал их на совместное распитие алкогольных напитков, в ходе которого провоцировал собутыльников на создание конфликтной ситуации и в гневе убивал их при помощи подручных предметов. Первые два убийства в августе и сентябре 2003 года Степанов совершил с бомжом Николаем Зарубиным, который впоследствии стал очередной его жертвой. В январе 2004 года Степанов после ссоры ударил Зарубина остриём топора по голове и сбросил труп в прорубь. В январе—марте 2005 года Степанов расправился с двумя бомжами, оказывающими знаки внимания его сожительнице. В 2006—2007 годах преступлений не совершал. В одном эпизоде мотивом была не личная неприязнь, а корысть: Степанов убил мужчину с целью завладения его охотничьим ружьём и патронами к нему. В разных эпизодах помимо топора в качестве орудий убийств Степанов использовал нож и обрезок металлической трубы, конец которого был вкручен в водопроводный кран. Трупы убитых Степанов закапывал в лесу, топил или сбрасывал в колодца. 1 июня 2008 года Степанов вместе с другими бездомными занимался пропиткой москитных сеток в одном из своих пристанищ в гаражном кооперативе «Мотор-15». Во время работы он поссорился с одним из знакомых и убил его, сбросив в погреб гаража и задушив.

### Арест, следствие и суд
Спустя два дня труп был найден. В тот же день, 3 июня, Юрий Степанов был арестован по подозрению в последнем убийстве. В ходе следствия он дал признательные показания и написал явку с повинной по ещё пяти убийствам, совершённым с 2003 года, и выразил желание сотрудничать со следствием. По итогам следствия Степанову инкриминировалась статья 105 УК РФ п.п. "а", "ж". Судебно-медицинской экспертизой Степанов был признан вменяемым, однако у него были обнаружены признаки диссоциального расстройства личности и синдром зависимости от алкоголя второй стадии. В конечном итоге Степанов предстал перед судом. 15 сентября 2009 года Тюменский областной суд признал его виновным по всем пунктам обвинения и назначил уголовное наказание в виде пожизненного лишения свободы в колонии особого режима.

### В заключении
Для отбытия наказания Степанов был этапирован в исправительную колонию № 6 Управления Федеральной службы исполнения наказаний по Оренбургской области, более известную как «Чёрный дельфин» (Соль-Илецк). В конце 2010-х годов он был переведён для отбытия дальнейшего наказания в исправительную колонию № 6 Управления Федеральной службы исполнения наказаний по Хабаровскому краю, более известную как «Снежинка» (посёлок Эльбан). Отбыв в тюремном заключении 10 лет, Степанов связался со Следственным управлением Следственного комитета по Тюменской области и дал признательные показания по седьмому убийству, совершённому им в середине 2000-х годов в Тюмени. Жертвой стал бездомный, которого он уличил в краже цветного металла и забил насмерть ногами и обрезком трубы, после чего спрятал труп в канализационном колодце. Для проведения следственных действий Степанов покинул колонию и был возвращён в Тюмень, где подвергался допросам и принимал участие в проведении следственного эксперимента, целью которого было воспроизведение опытным путём действий, обстановки и других обстоятельств, связанных с совершением убийства. 14 мая 2019 года суд присяжных признал его виновным в седьмом убийстве, сохранив в силе пожизненный срок.